# طارق العوضي
طارق احمد محمد العوضي (1971 -) ملحن ومخرج إذاعي كويتي ويعد واحد من أشهر الملحنين الخليجين الشباب ، فقد قدّم العديد من الألحان لعدد كبير من الفنانيين الكبار مثل: عبد الكريم عبد القادر، عبد الله الرويشد، نبيل شعيل، نوال الكويتية، عبد المجيد عبد الله ، وطلال سلامة.

## مقدمة
يعتبر الملحن طارق العوضي أحد أبرز الملحنين الشباب الذين برزوا في بداية التسعينات وفرضوا ابداعاتهم وتركوا بصمة مميزة في تاريخ الأغنية الخليجية لانه قدم ألحانا حديثة تواكب العصر فحصل على نجاح جماهيري وترافق بروزه وانتشاره مع ظهور زميليه في الوقت نفسه الملحن مشعل العروج والملحن عبد الله القعود ، وأهم ما يحسب له أن الحانة الغنائية لها طابع مميز تختلط بالشجن والإبداع الموسيقي ، وكان له العديد من الروائع مثل أغنية (جرحتيني) للفنان الكبير عبد الكريم عبد القادر.

## مرضه وابتعاده عن الساحة
في عام 1997 بدت عليّه أعراض مرض MS المعروف بالتصلّب اللويحي ، وكان الموضوع بالنسبة له عادياً ومجرد عارض صحي عابر، لكن في عام 1999 تدهورت حالته أكثر وأيقن أن المرض أخذ منحى آخر بعكس ما كان يعتقده إلى درجة أنه مكث في المستشفى لفترة طويلة إمتدت لعام ونصف العام تقريباً بناء على توجيهات الأطباء، وخلال تلك الفترة اقترح الكثير من المقربين والأصدقاء السفر إلى الخارج لتلقي العلاج، إلا أنه بعد البحث المكثف والسؤال عن هذا المرض عرف أنه مزمن ولا علاج جذرياًَ له رغم أنه يظهر في المناطق الباردة فقط ونحن نعاني ارتفاع الحرارة في غالبية فترات السنة.

## ابرز ألحانه مع الفنانين
- جرحتيني - عبد الكريم عبد القادر.
- لو عرفت - عبد الكريم عبد القادر.
- علي كيفك - عبد المجيد عبد الله.
- راضي - عبد المجيد عبد الله.
- للحب معنى - طلال سلامة.
- على عين الحسود - سعد الفهد.
- حبيبك - سعد الفهد.
- مفروض - سعد الفهد.
- غيروك - عبد العزيز الضويحي.
- لعبة الاقدار - عبد العزيز الضويحي.
- توك - عبد العزيز الضويحي.
- يبرق الويل - صلاح حمد خليفة.
- لو تعاني - عصام كمال.
- علي الله - محمد المازم.
- الحيلة - محمد المازم.
- يسعد مساك - خالد بن حسين.
- ناري - خالد بن حسين.
- وعدك - مرام البلوشي.
- سنيوريتا - فرقة ميامي.
- حلوة الدنيا - فرقة ميامي.
- اي والله - فرقة ميامي.
- رضينا بالهم - أروي.
- يلومني - فطومة.
- سعيدة - سمر مطر.
- يالطيف - إيمان محمد علي.
- مدعي البراءه - إيمان محمد علي.
- توبة - إيمان محمد علي.
- عيوني وعيونك - فرج غانم.[4]

## انظر ايضا
- عبد الله الرميثان
- مشعل العروج
- عبد الله القعود
- إبراهيم التميمي